# Morten Green
Morten Green, född 19 mars 1981, är en dansk ishockeyspelare som numera avslutat sin karriär. Spelade sin sista säsong med Rungsted Ishockey i Danmark.
Han har tidigare spelat för bland annat Leksands IF, Troja-Ljungby, Modo Hockey, Örnsköldsviks SK, Sundsvall Hockey, Rögle BK, Malmö Redhawks, Hannover Scorpions och Schwenninger Wild Wings.